# Episodi de Il nostro amico Charly (sesta stagione)
| n. | Titolo originale               | Titolo in italiano |
| 1  | Charly außer Rand und Band     | Micaela indaga     |
| 2  | Wenn die Wölfe heulen          | Al lupo!           |
| 3  | Charly im Wilden Westen        | Charly cowboy      |
| 4  | Der Bär ist los                | L'orso             |
| 5  | Auf nach Florida               | Florida            |
| 6  | Die Delfine von Florida        | Il segreto         |
| 7  | Charly ganz groß               | Charly agli esami  |
| 8  | Bye Bye Andrea                 | Ciao Andrea        |
| 9  | Charly und David allein zuhaus | Guardie e ladri    |
| 10 | Das kann nur Charly sein       | Festa a sorpresa   |
| 11 | Reingelegt                     | Graffiti           |
| 12 | Charly und der Rosenkrieg      | Vacanze in casa    |
| 13 | Lügenmärchen                   | Allergie           |
| 14 | Dicke Luft                     | La casa sul lago   |
| 15 | Nichts läuft ohne Charly       | Charly pittore     |